# Ged Foley
Ged Foley is een in Engeland geboren folkmuzikant en gitarist. Hij is opgegroeid in County Durham in het noordoosten van Engeland. Hij leerde daar spelen op mandoline en Northumbrian smallpipes; dit instrument gebruikte hij niet meer en dus stapte hij over op gitaar. Hij begon te toeren met zanger-songwriter Jez Lowe en daarna volgden optredens met de Schotse folkband The Battlefield Band. Vervolgens was hij mede-oprichter van The House Band met Chris Parkinson.
Vanaf 1994 trad hij op in de befaamde Ierse groep Patrick Street en daarna met Kevin Burke in Celtic Fiddle Festival. Verder werkte hij met een lange rij bekende muzikanten uit de folkwereld samen. In 2002 werd Ged artistiek directeur van de Catskills Irish Arts Week in East Durham, New York. Na jaren in Athens, Ohio gewoond te hebben is Ged nu met zijn familie neergestreken in Ierland.

## Discografie
Met Kevin Burke
- Kevin Burke - Open House 1992

- Kevin Burke - Hoof and Mouth 1997

- Celtic Fiddle Festival - Rendezvous 2001

- Kevin Burke & Ged Foley - In Tandem 2005

- Celtic Fiddle Festival - Play On 2005

Met Patrick Street
- Cornerboys, 1996

- Made in Cork, 1997

- Live from Patrick Street, 1999

- Compendium, 2001

- Street Life 2003

Met The House Band
- Groundwork,

- Word Of Mouth,

- Stonetown,

- Another Setting,

- Rockall,

- October Song

Met The Battlefield Band
- Home is where the Van is,

- There's a Buzz,

- The Story so Far

Diverse albums
- Two for Two - Larry Nugent

- One at a Time - John Skelton

- Up and Away  - Paul Smyth, 2003

- Chulrua - Down the Back Lane, 2003

- Michael Cooney - A Stone's Throw, 2003

- Johnny B Connolly - Bridgetown, 2001